# École élémentaire Président Abdou Diouf
 (septembre 2022).
L'école Président Abdou Diouf, anciennement connue sous les noms d'Émile Sarr puis de Brière de L'Isle, est un établissement scolaire public sénégalais situé dans le quartier Nord de la ville de Saint-Louis. Cet établissement dispense un enseignement de niveau élémentaire et accueille des enfants âgés de 7 à 12 ans, répartis en six niveaux, allant du cours d'initiation au cours moyen deuxième année. En 2013-2014, l'école comptait 356 élèves, avec une répartition de 52 % de garçons et 48 % de filles. L'encadrement pédagogique est assuré par une équipe de 12 personnes.

## Historique
L'École Abdou Diouf, créée en 1857 par les frères de Ploërmel et construite dans sa forme actuelle en 1909, se situe sur l'île de Saint-Louis, ancienne capitale de l'Afrique occidentale française, aujourd'hui classée au patrimoine mondial. Édifiée à l'angle de la rue Paul Holle, face au quai Masseck Ndiaye, elle est l'une des plus anciennes structures de l'île de Ndar, représentant un exemple remarquable de l'architecture coloniale.
Initialement nommée École Brière de l’Isle, en l'honneur d'un ancien gouverneur de Saint-Louis durant l'époque coloniale, elle fut rebaptisée Émile Sarr en 1994, du nom d'un ancien instituteur de Saint-Louis. Après plus de 133 ans d'existence, l'école, tombée en décrépitude et menacée de fermeture, a retrouvé espoir en 2013 avec l'initiative "Retour aux Royaumes des Écoles", lancée par le président Macky Sall. Un appel à l'aide a été diffusé sur les réseaux sociaux par d'anciens élèves, dirigés par Maodo Malick Mbaye, directeur de l'ANOMO, et Babacar Ndiaye, directeur de la Geaure.
Ce cri du cœur a été entendu par le Cercle des Amis et Anciens de l'OIF (CADO), et en reconnaissance au président Abdou Diouf, ancien élève de l'école et Secrétaire général sortant de l'OIF, l'école a été réhabilitée et rééquipée grâce au ministère de l'Éducation et à divers bienfaiteurs. Par décret présidentiel, l'école a été renommée École Président Abdou Diouf le 1er décembre 2015. Une cérémonie d'inauguration d'envergure internationale s'est tenue le 18 décembre 2015, en présence du parrain, le Président Abdou Diouf, du ministre de l'Éducation nationale de l'époque, Serigne Mbaye Thiam, des représentants du CADO et de l'OIF, ainsi que de nombreuses autorités académiques, administratives et coutumières.
Deux ans plus tard, des partenaires allemands ont contribué à leur tour en offrant un conteneur de matériel et de fournitures scolaires à l'école.

## Architecture coloniale

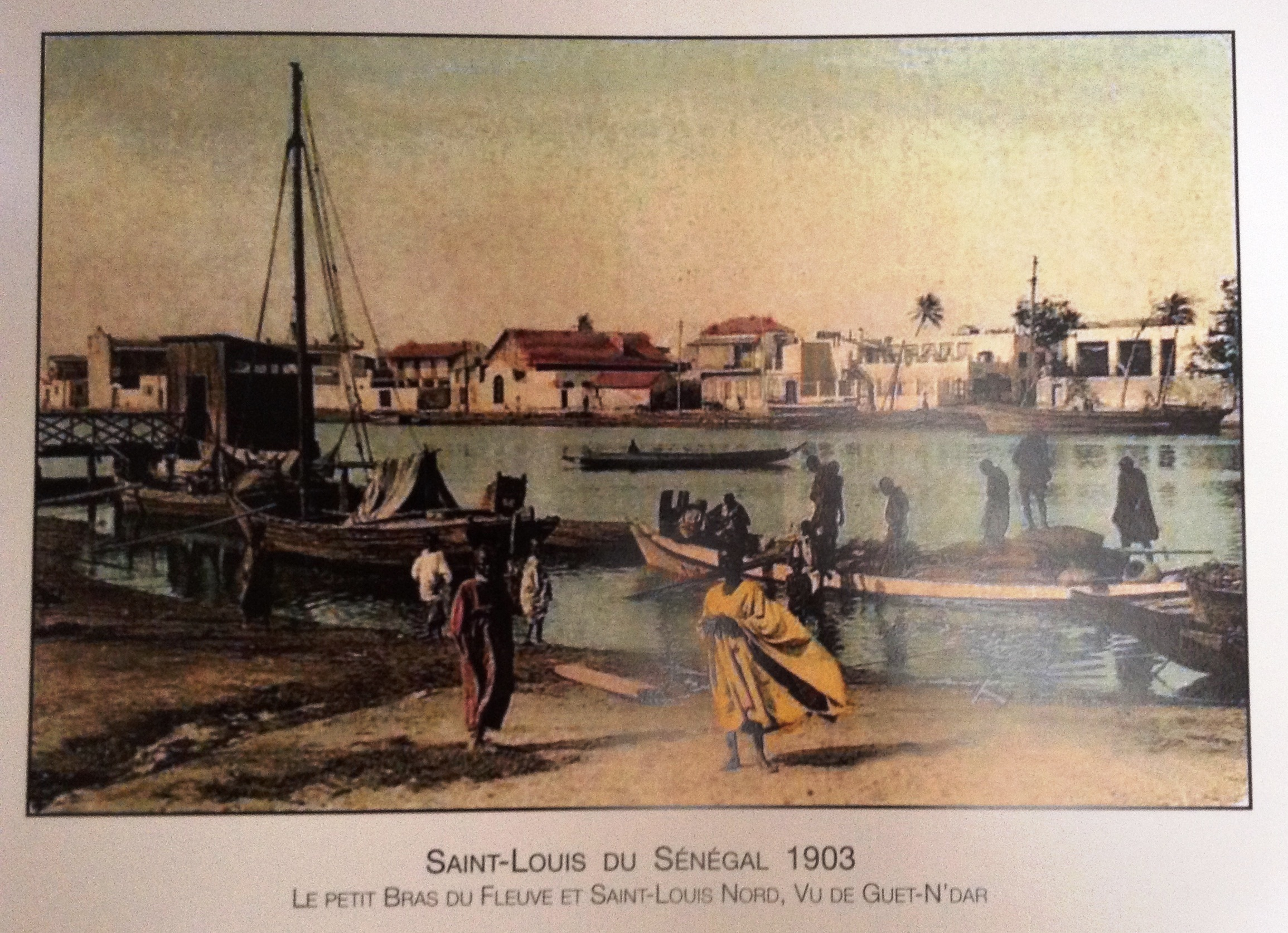
Sur l'extrême gauche de cette image, on distingue l'école Brière de l'Isle.

Parmi les nombreux établissements scolaires édifiés à Saint-Louis au début du XXe siècle, l'école Émile Sarr, initialement nommée en l'honneur du gouverneur Louis Brière de l'Isle, se distingue par son architecture néo-gothique et l'utilisation apparente de la pierre de Rufisque combinée à de la brique appareillée. Située au nord de l'île, sur une parcelle de 1 000 m², perpendiculaire au petit bras du fleuve, le bâtiment principal mesure 7 mètres de large sur 45 mètres de long et comprend dix grandes salles de classe, réparties sur deux niveaux, cinq par étage.
Les façades extérieures sont percées de grandes fenêtres carrées équipées de volets persiennés et surmontées de tympans en briques : triangulaires à l'étage et semi-circulaires au rez-de-chaussée. Les pignons à échelons crénelés, dotés de merlons, confèrent à ce bâtiment un caractère unique, constituant un repère notable sur le quai Giraud.
L'école a été agrandie à deux reprises par la construction de nouveaux bâtiments dans la cour. Le balcon en bois desservant les classes au premier étage a été remplacé dans les années 1950 par une galerie de 2,40 m de large, supportée depuis le sol par des poteaux en béton et accessible par deux escaliers monumentaux munis de garde-corps ajourés.

## Quelques anciens pensionnaires
L'École Président Abdou Diouf a accueilli de nombreuses personnalités éminentes du Sénégal et de l'Afrique. Parmi les anciens élèves figurent plusieurs figures notables : 
- Lamine Gueye 1er président de l’Assemblée nationale.
- Abdou Diouf 2e président de la république du Sénégal.
- Moktar Ould Daddah 1er président de la Mauritanie.
- Amadou Makhtar Mbow, ancien directeur général de l'UNESCO.
- Jacques Diouf, ancien directeur de la FAO.
- Cheikh Tidiane Sy, ministre.
- Ousmane Ngom, ministre.
- Serigne Mansour Sy Djamil, ancien député et chef religieux.
- Doudou Diène, journaliste de renommée internationale.
- Alioune Badara Diagne Golbert, journaliste.
- Maodo Malick Mbaye, directeur général de l’ANOMO.
- Babacar N'Diaye, directeur général de la Geaure.

## Galerie de photos

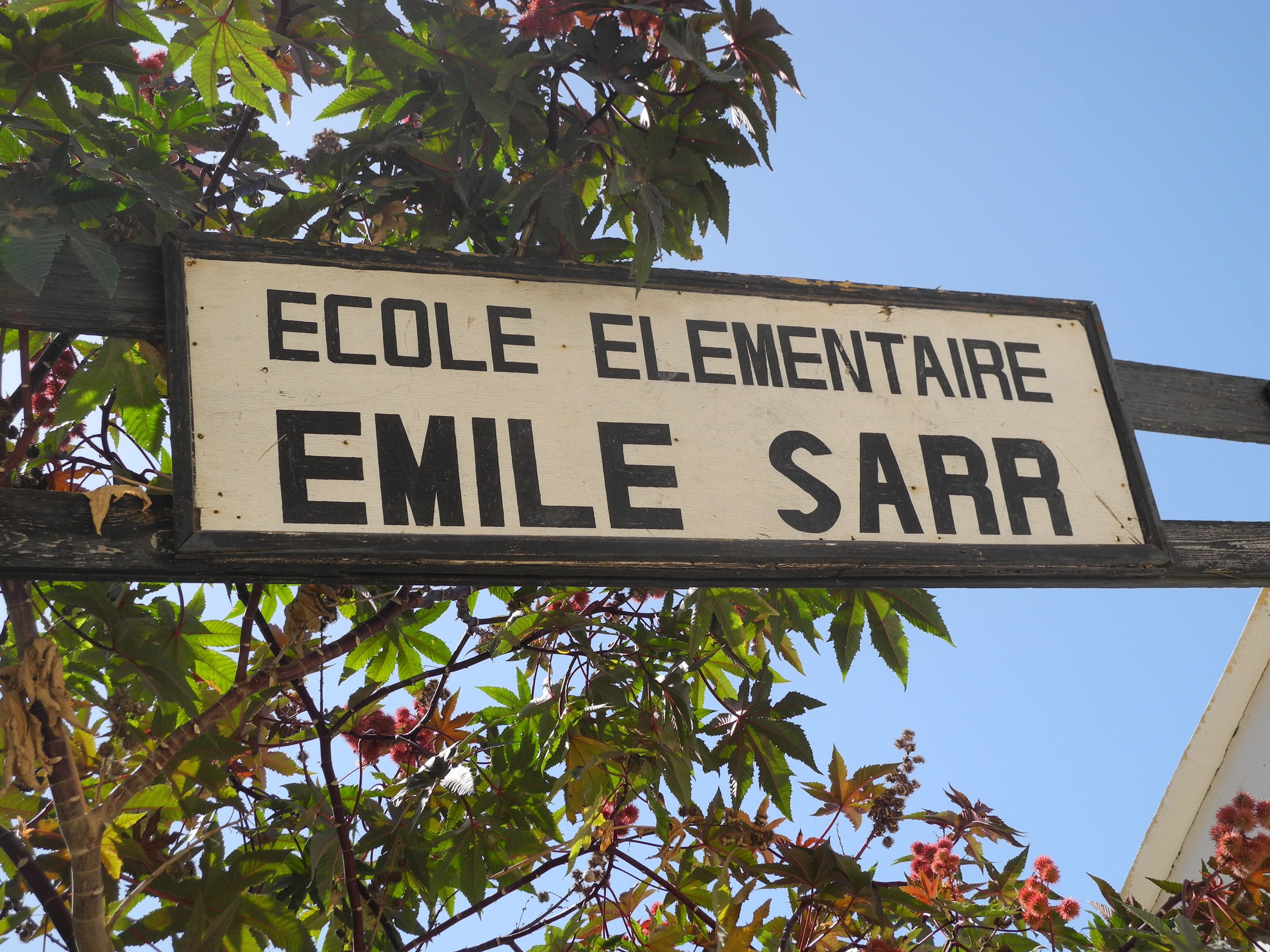
Portail d'entrée de l'école Emile Sarr
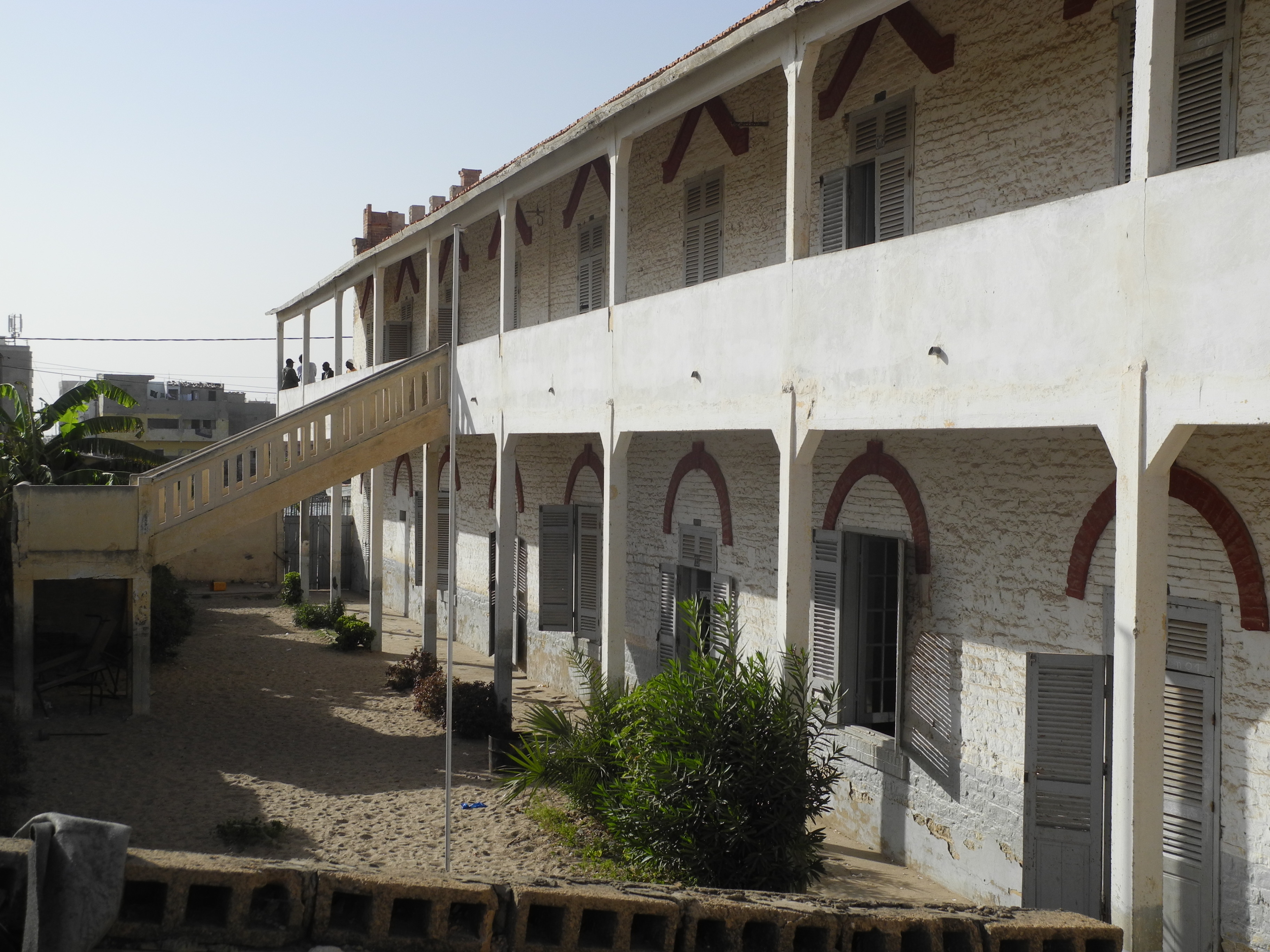
Vue intérieure (orientation Ouest)
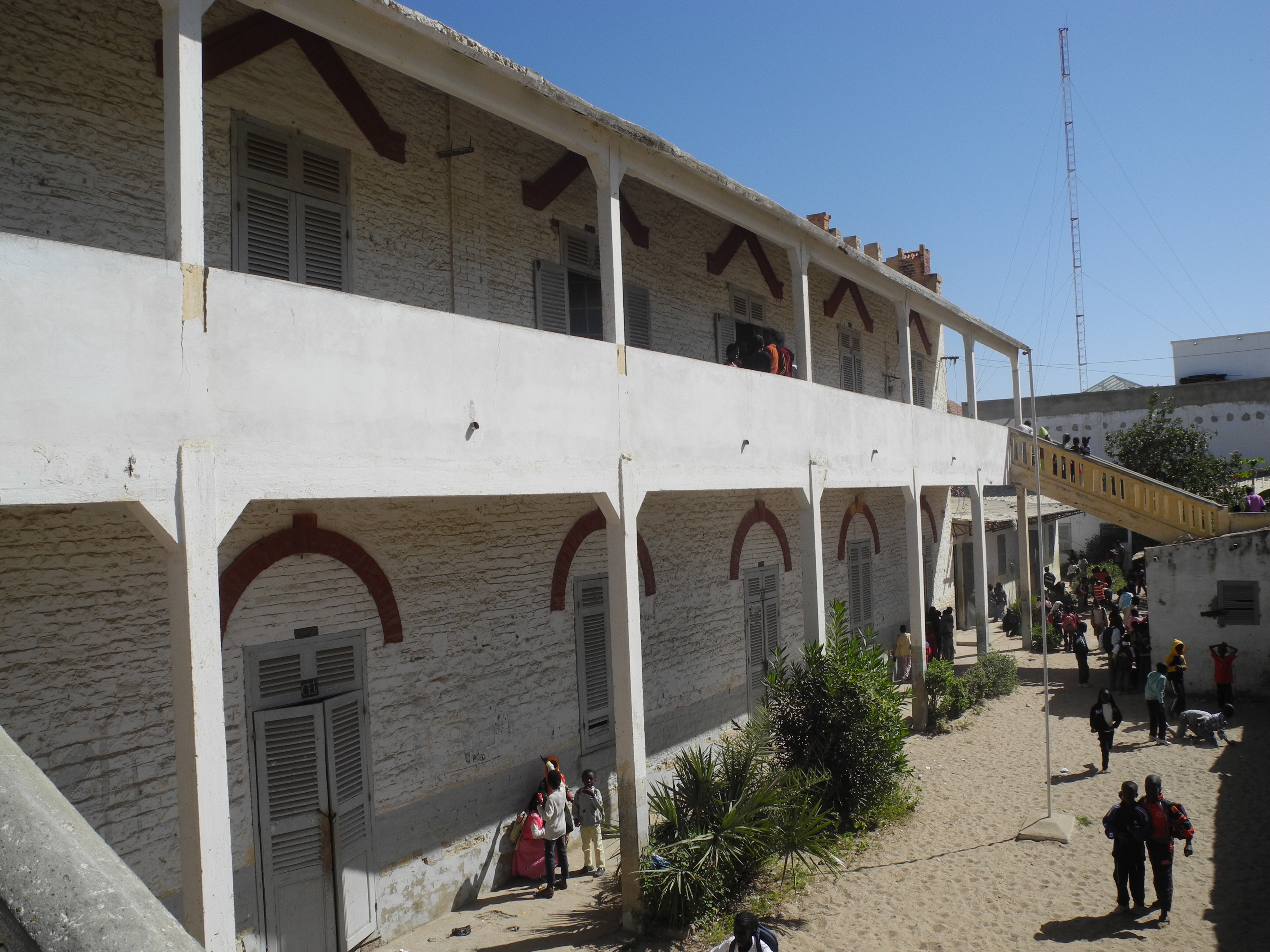
Vue intérieure (orientation Est)
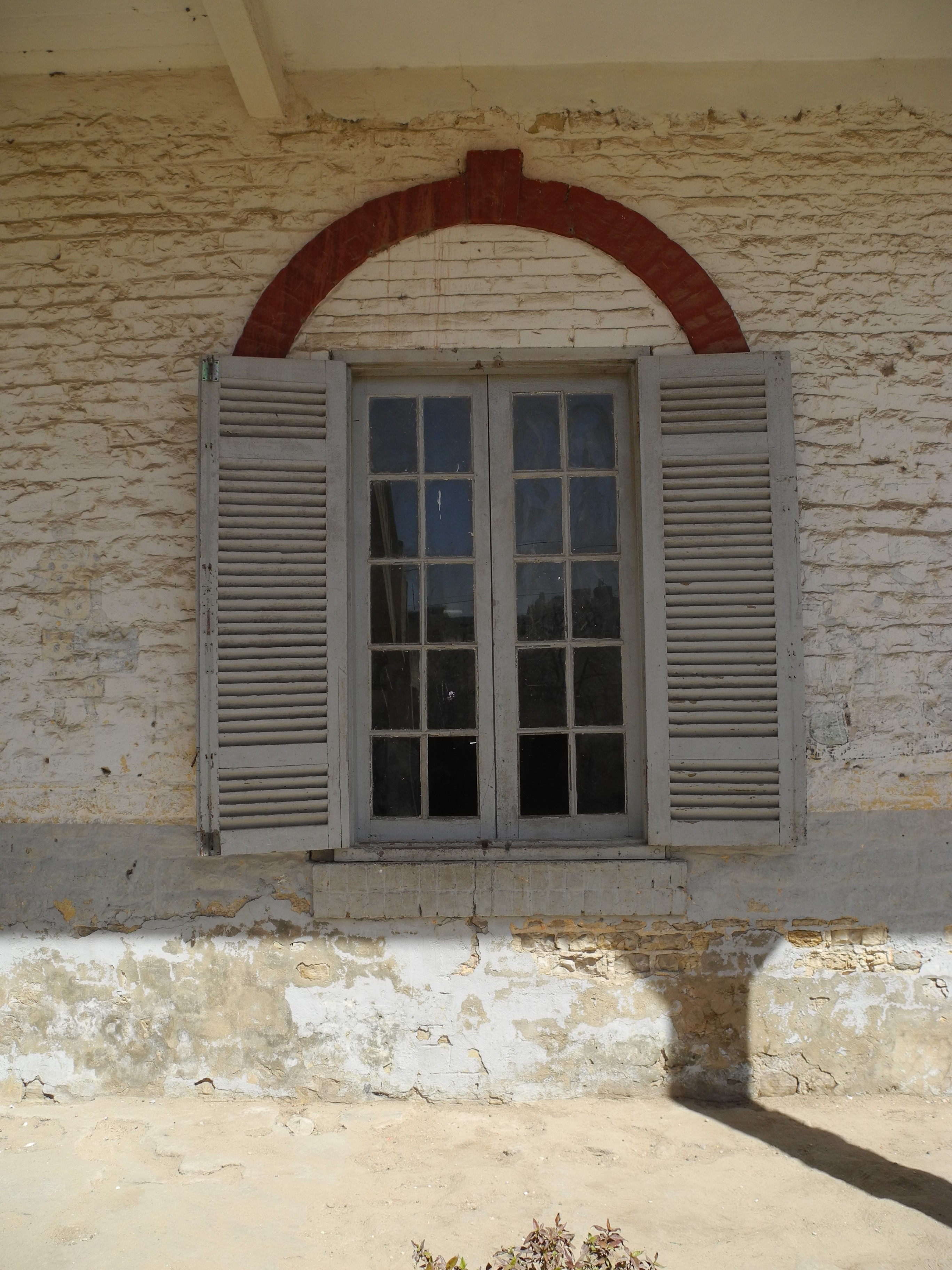
Fenêtre intérieure
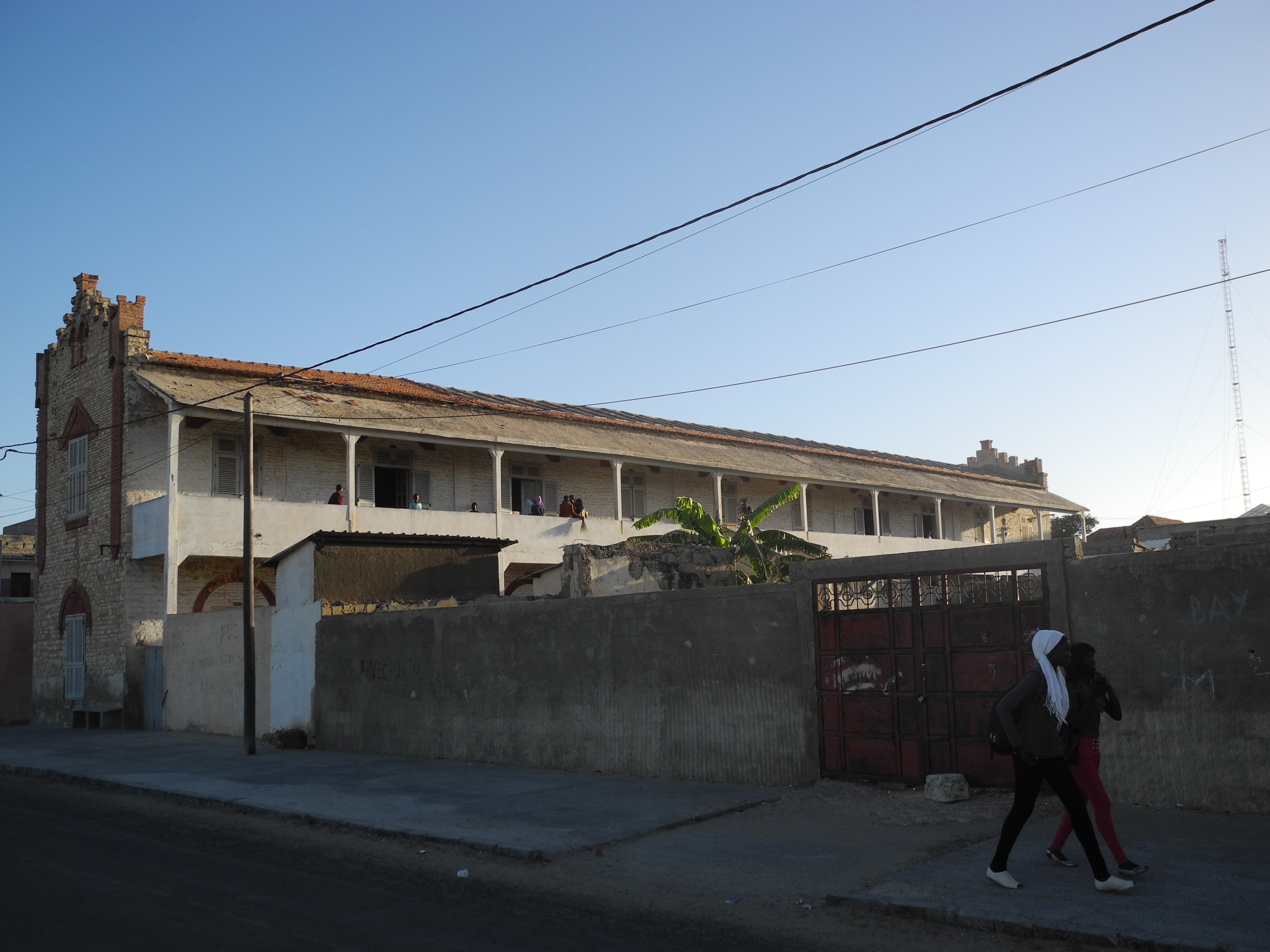
Photo prise à partir du Quai Giraud
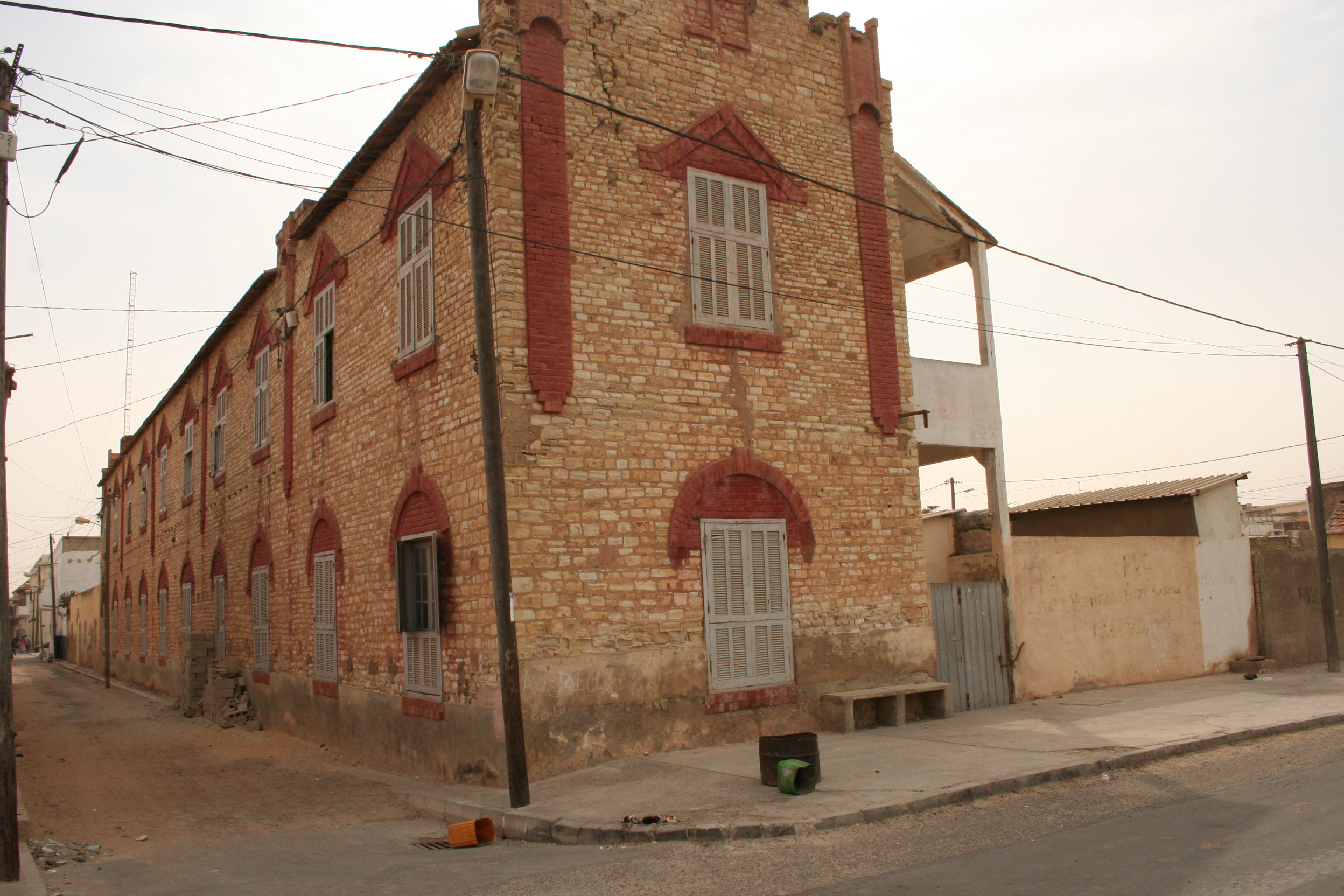
Photo prise à partir de l'intersection du Quai Giraud et de la Rue Paul Holle

## Liste des directeurs de l'École Président Abdou Diouf
- N. Manewar
- N. Couraud[3]
- N. Monfraix
- Moustaph Baïdy Sow
- Matar Seck
- Amidou Beye
- Bacary Seck
- Hamed Gaye
- Assane Mbengue
- Amadou Sylla Sarr
- Bachir Fall
- Habib Gallo Thiam
- N. Touré
- Oumar camara
- Badara Kane
- Fatou Diouck